# Южногвинейски възвишения
Южногвинейските възвишения са система от ниски планини, възвишения и хълмисти области в Централна Африка. Простират се успоредно на източния бряг на Гвинейския залив на Атлантическия океан, на териториите на Камерун, Екваториална Гвинея, Габон и Република Конго и обграждат от запад падината на река Конго. Представляват издигната част на докамбрийския силно разчленен фундамент на Африканската платформа. Състоят се от няколко орографски единици. На север, в Камерун са разположени Камерунските планини с надморска височина 1500 – 2000 m. На юг от тях се простират ниски възвишения и обширни хълмисти пространства с височина 700 – 1000 m. На югозапад на териториите на Екваториална Гвинея и Габон се намират Кристалните планини (връх Дана, 1050 m), на юг, в Габон и Република Конго – планината Шайю (връх Ибунджи, 1024 m), а на югоизток, в Република Конго се издига планината Майобе с височина до 1500 m. Покрити са с влажни вечнозелени екваториални гори, а най-високите части са заети от паркови савани.